# コノトプの戦い (2022年)
コノトプの戦い（コノトプのたたかい）は、2022年ロシアのウクライナ侵攻のウクライナ北東部攻勢において、ウクライナのスームィ州コノトプ周辺で起こったウクライナ軍とロシア軍の戦闘である。

## 戦闘経過
2月24日、最大300台の車両からなるロシアの混成隊がコノトプに接近し、ウクライナの機械化部隊と交戦した。2月25日の朝、コノトプ市と市郊外で炎上するロシアの装備が目撃され、その一方で同市はロシア陸軍に包囲された。ウクライナ陸軍は、同市を包囲するロシア軍は物資が不足していると語った。しかし、ウクライナ軍は25日のうちに都市の支配を失った。

## 余波
3月2日、Artem Seminikhin市長は、住民が抵抗すれば砲撃するとロシア軍が警告したと述べたが、市議会の外に展開していたロシアの車両は地元住民に囲まれた。映像によれば、市長が住民に対して戦うか降伏するかを問い、住民は圧倒的に降伏を拒否した。
その日のうちに、市とロシア軍が12分間にわたり交渉し、ロシア軍は市の行政に変更を加えず、軍を市内に配備せず、交通を妨害せず、ウクライナ国旗を外さないという条件で合意し、代わりに市側は住民がロシア軍を攻撃しないと約束した。
4月3日、ウクライナの国会議員Olexander Kachuraは、Twitterに全てのロシア部隊がコノトプ・ラヨン（地区）を離れたと投稿した。2022年4月4日、スームィ州知事のドミトロ・ジビツキーは、ロシア軍は最早同州のどの町や村も占領しておらず、大半は撤退し、ウクライナ部隊はロシアの残存部隊を追い払うために活動していると述べた。

## ギャラリー

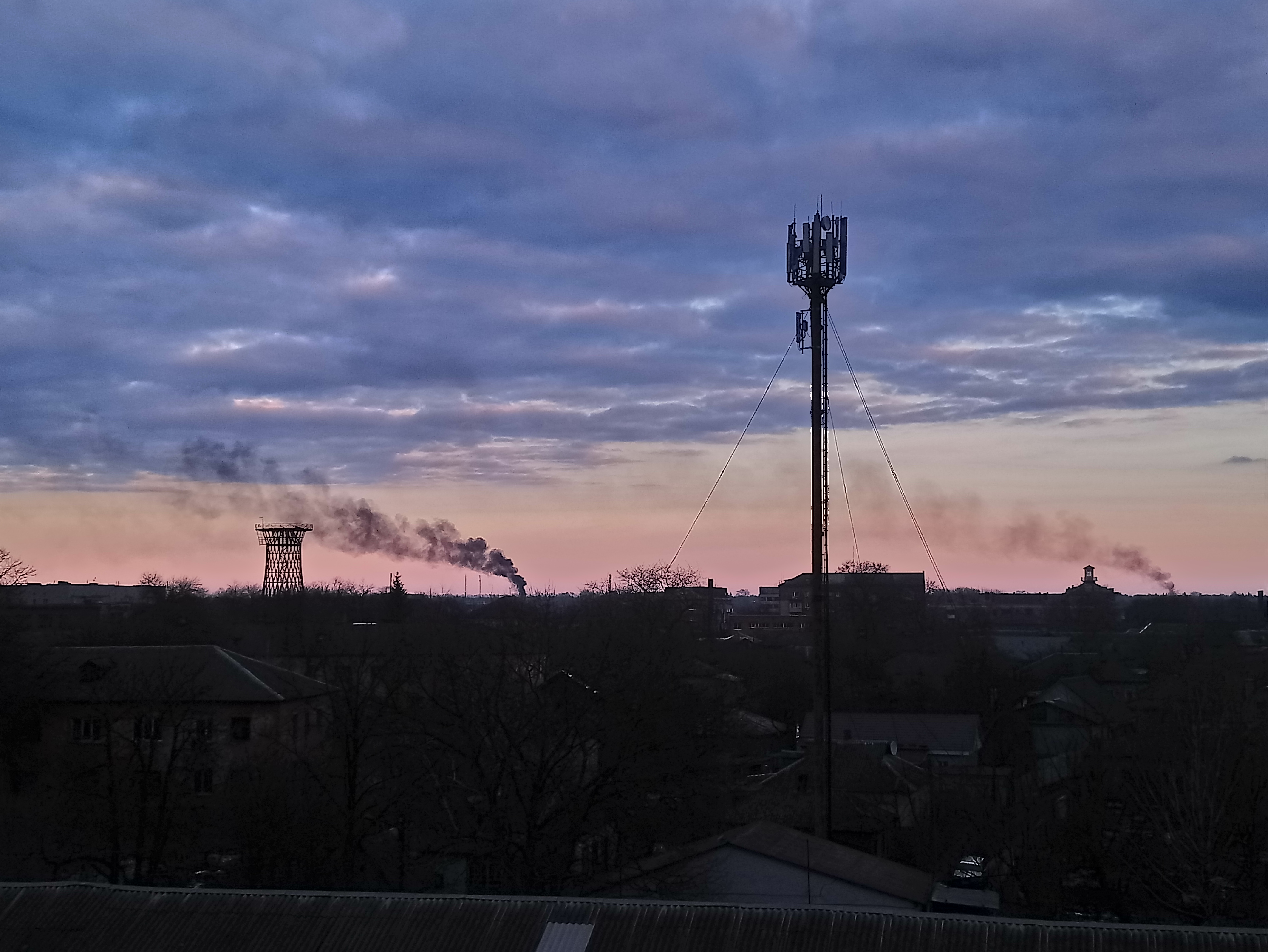
2022年2月24日
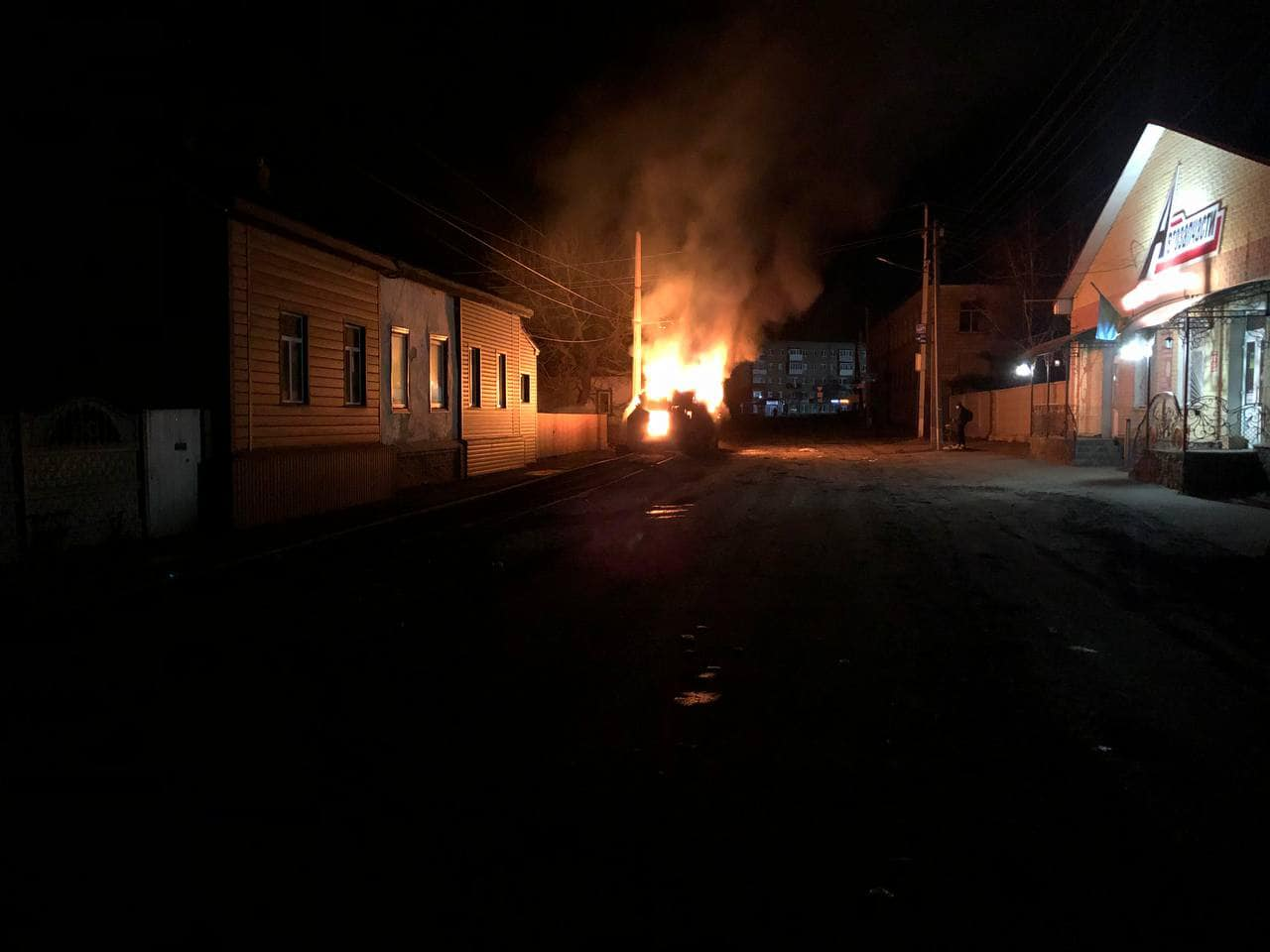
2022年2月24日
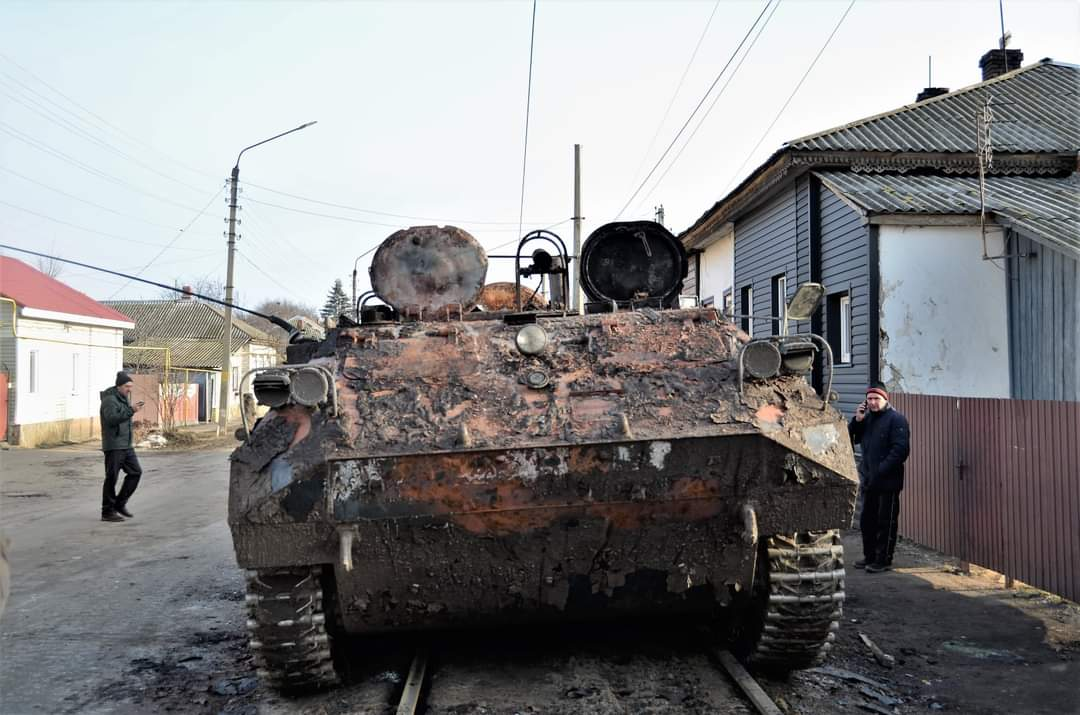
2022年2月25日
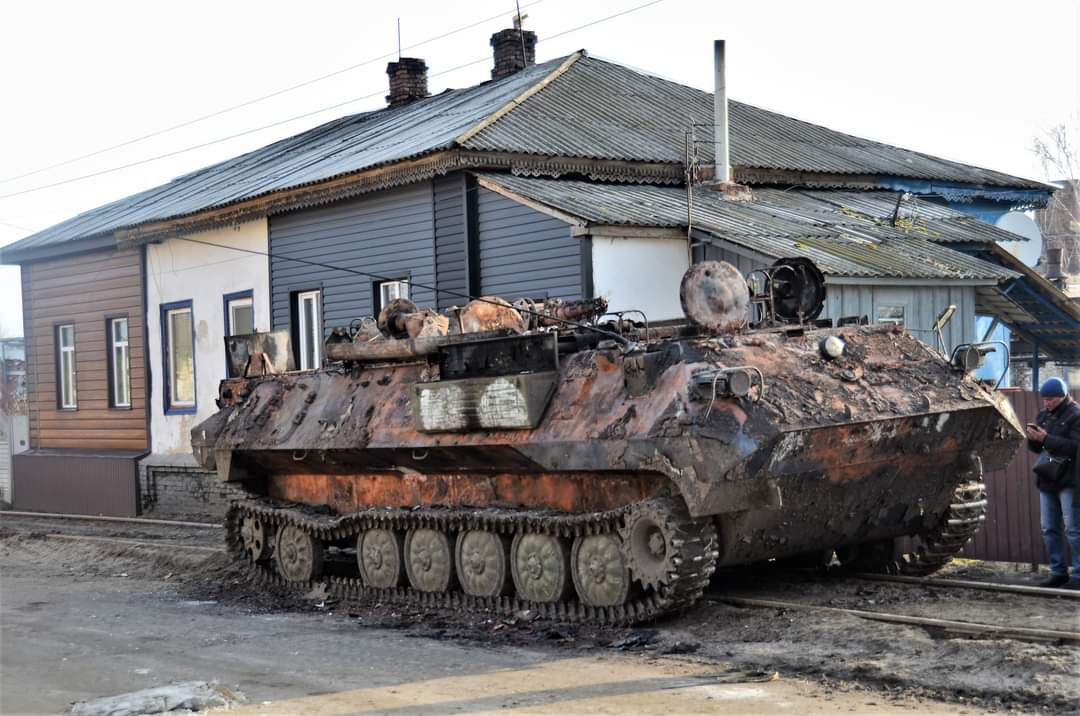
2022年2月25日
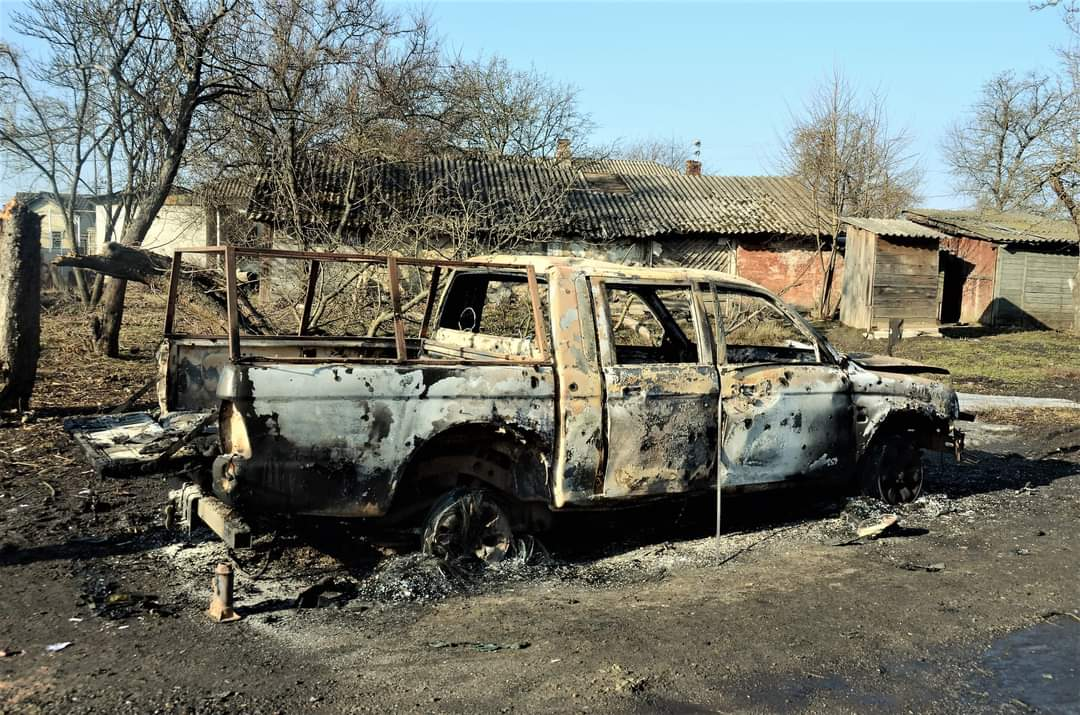
2022年2月25日
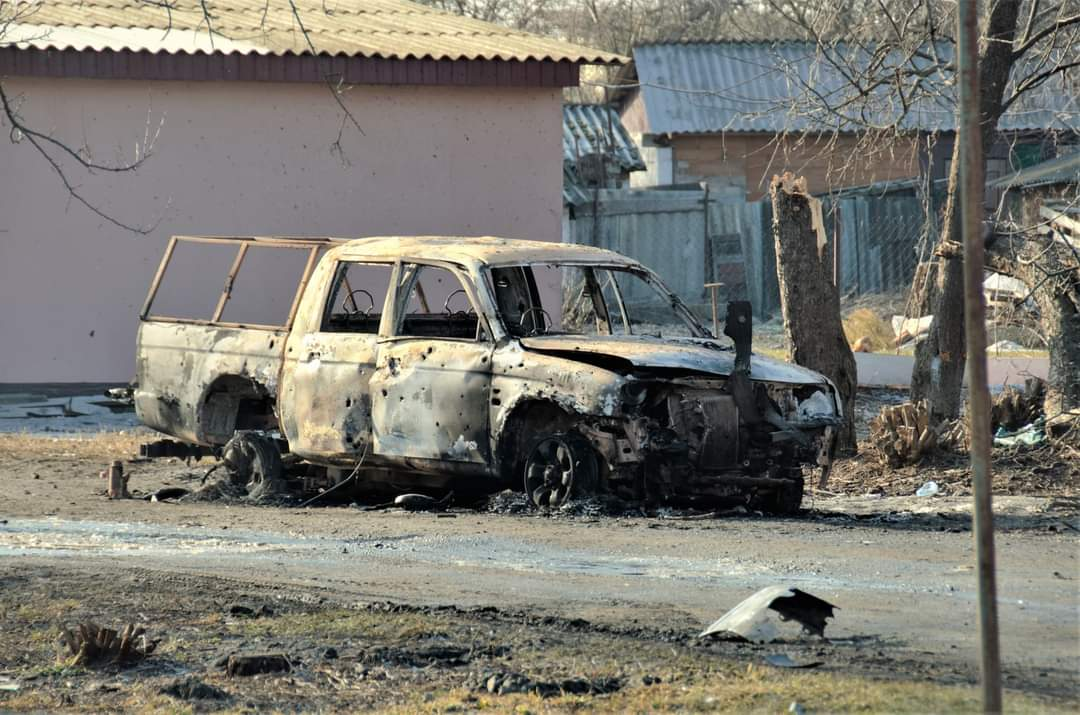
2022年2月25日
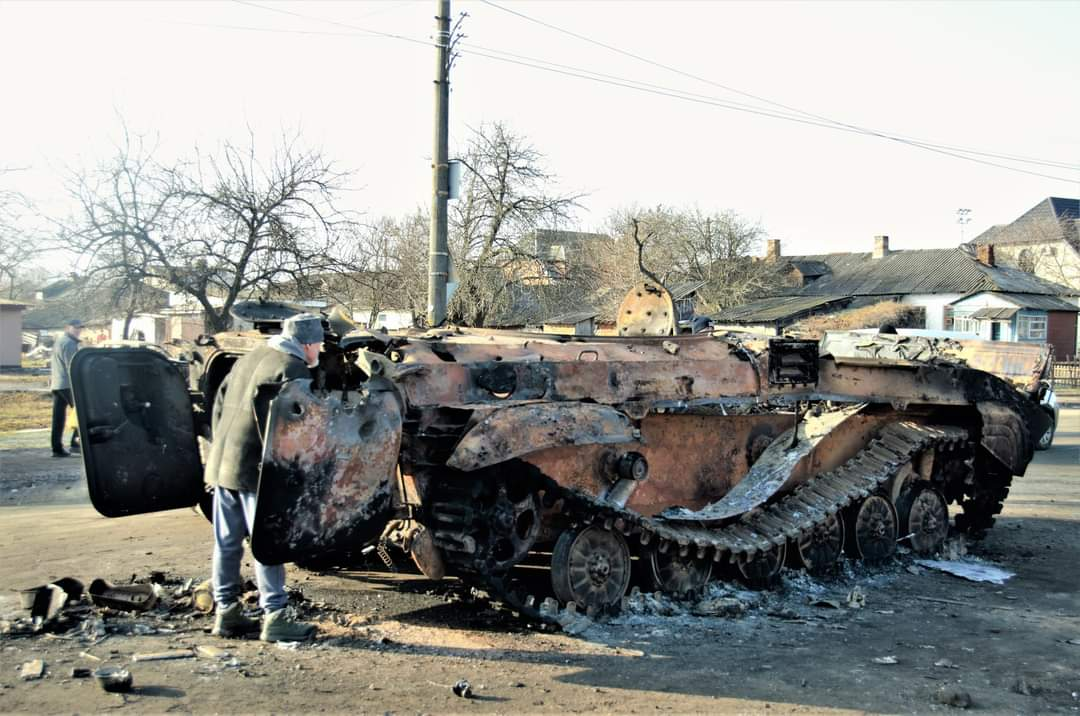
2022年2月25日
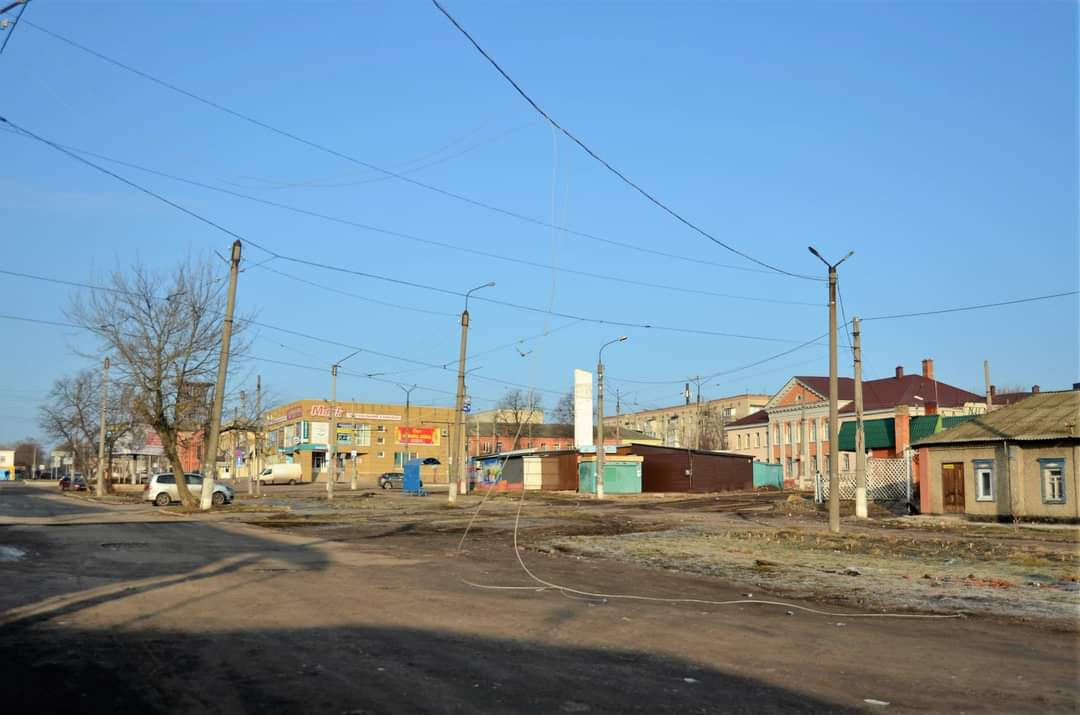
2022年2月25日
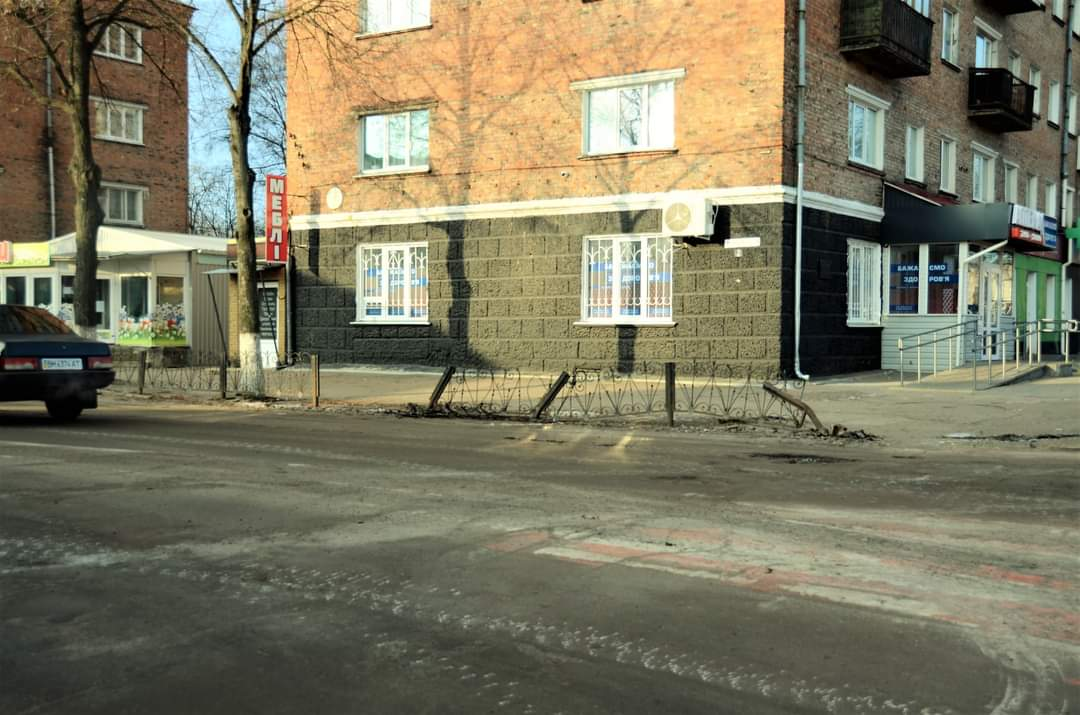
2022年2月25日
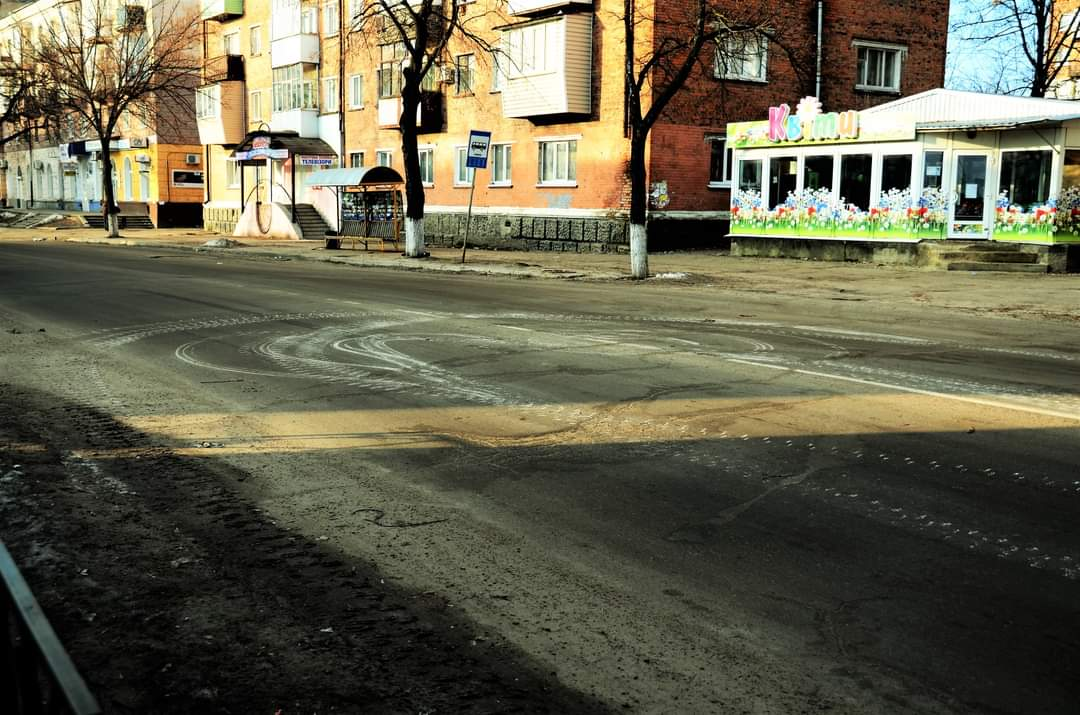
2022年2月25日
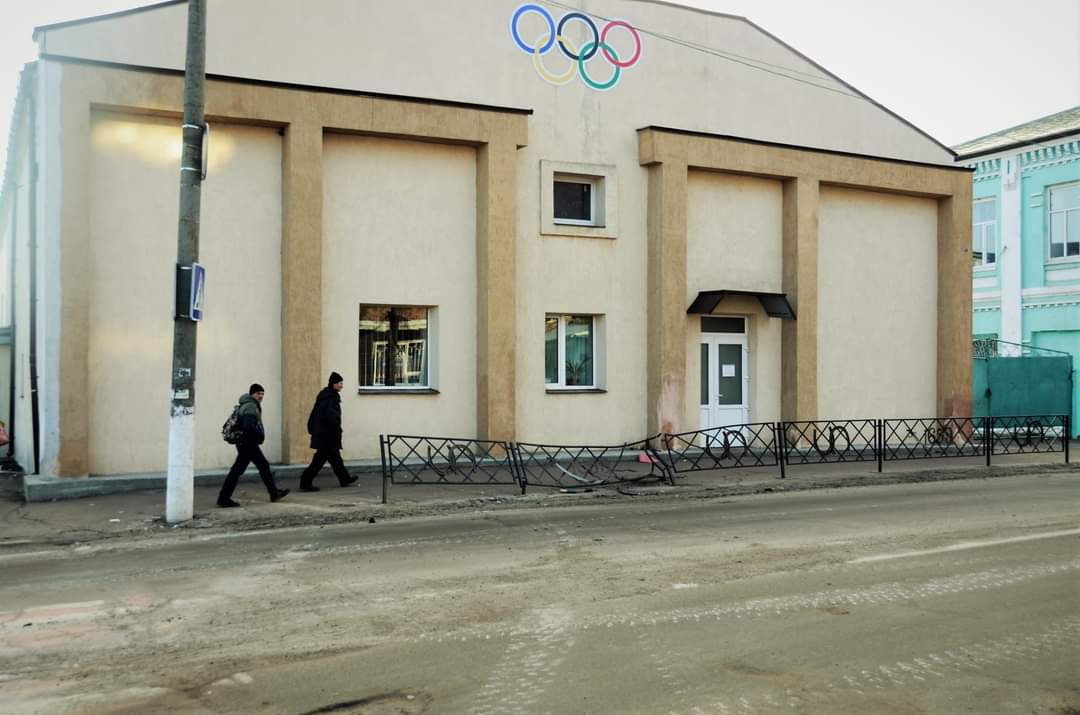
2022年2月25日
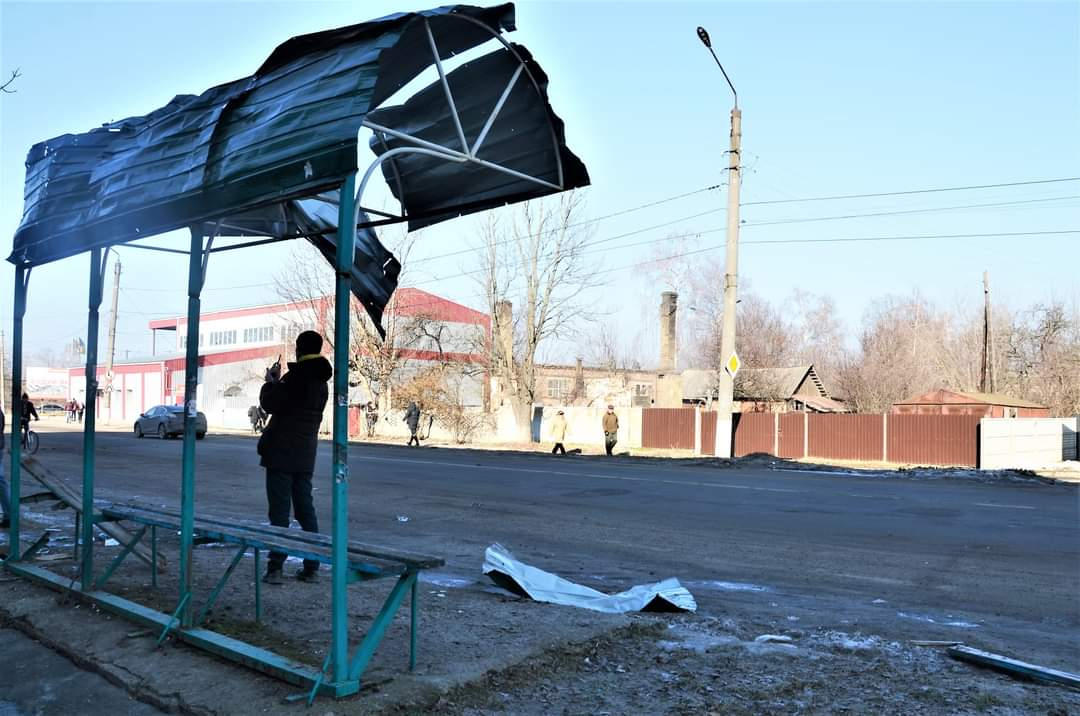
2022年2月25日
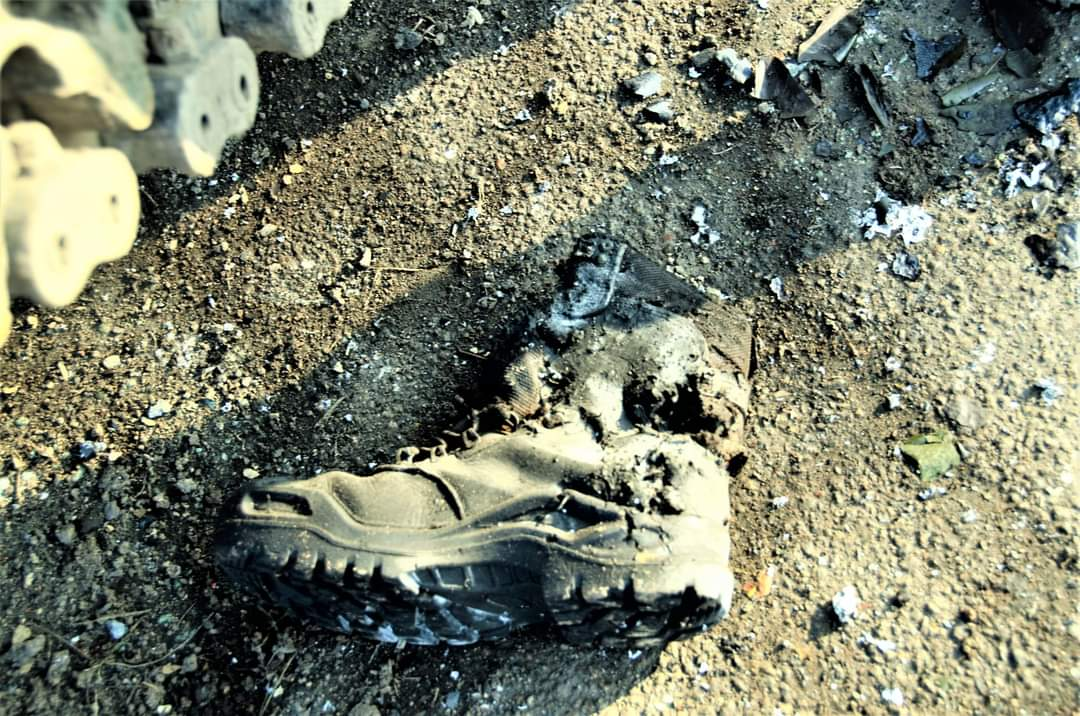
2022年2月25日
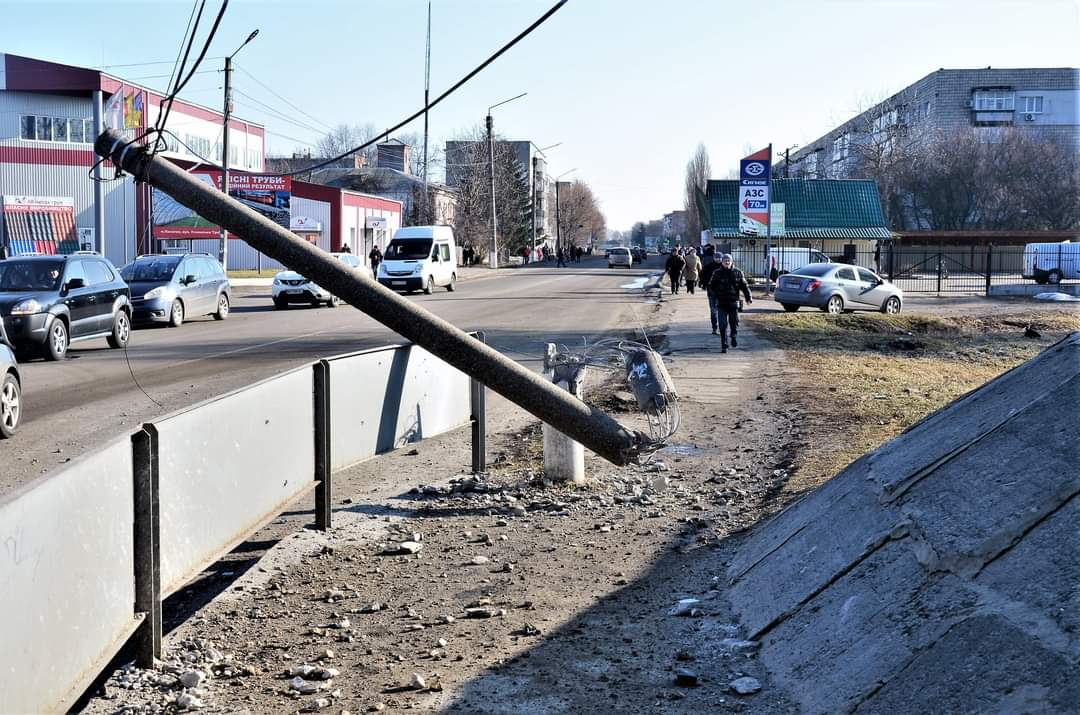
2022年2月25日
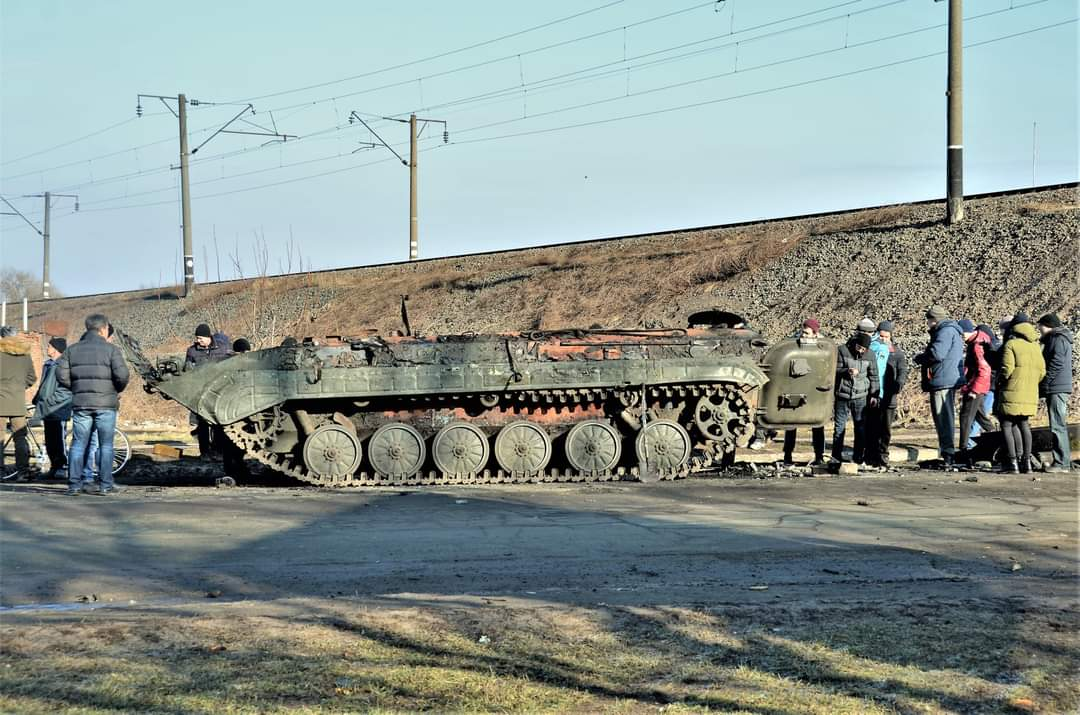
2022年2月25日
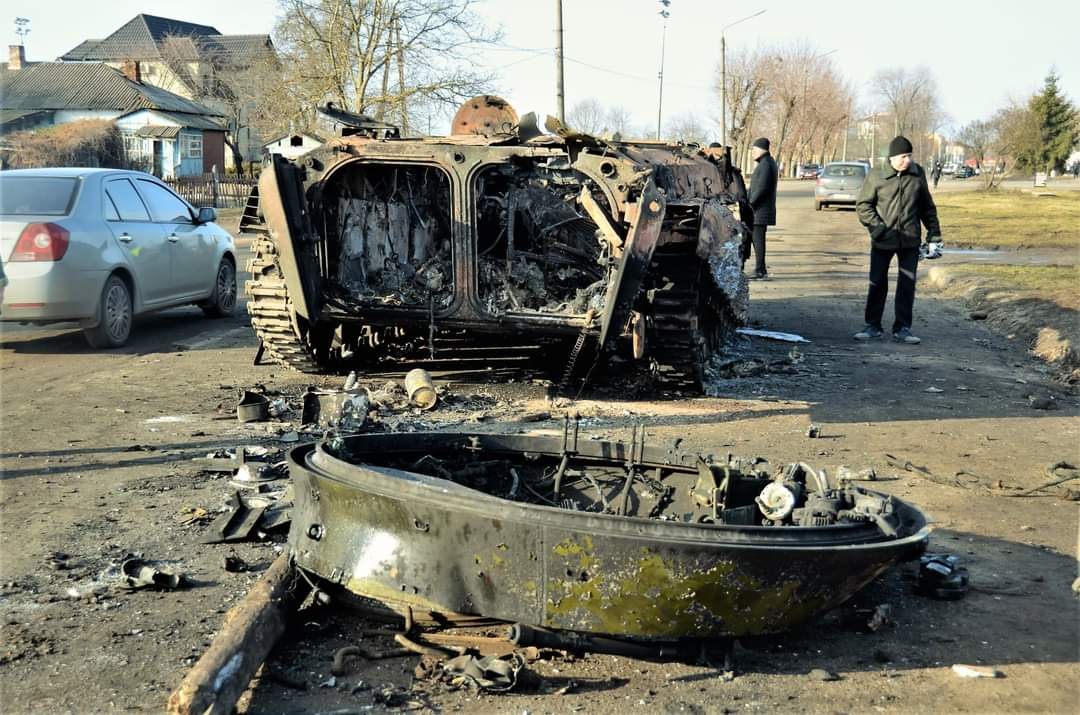
2022年2月25日
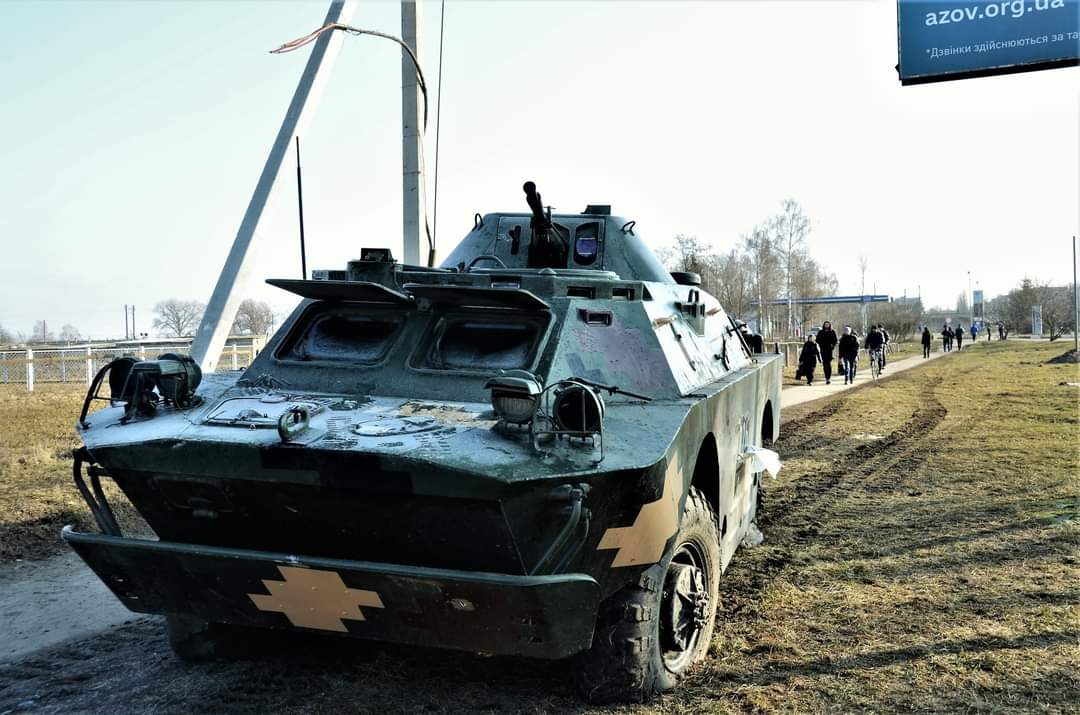
2022年2月25日
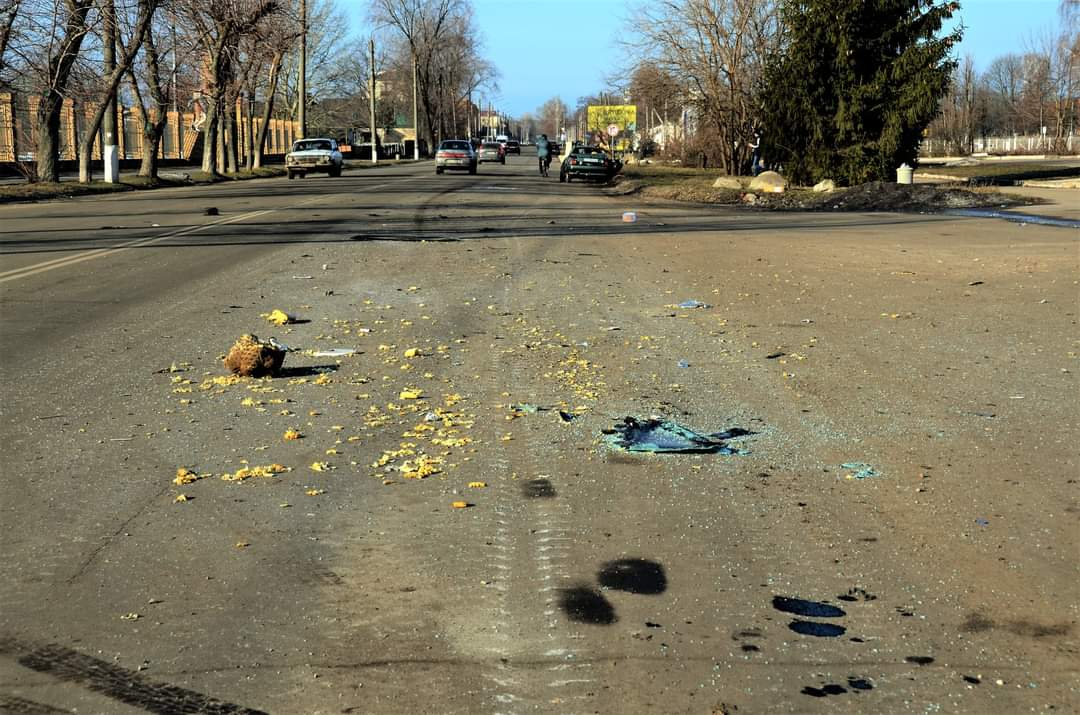
2022年2月25日
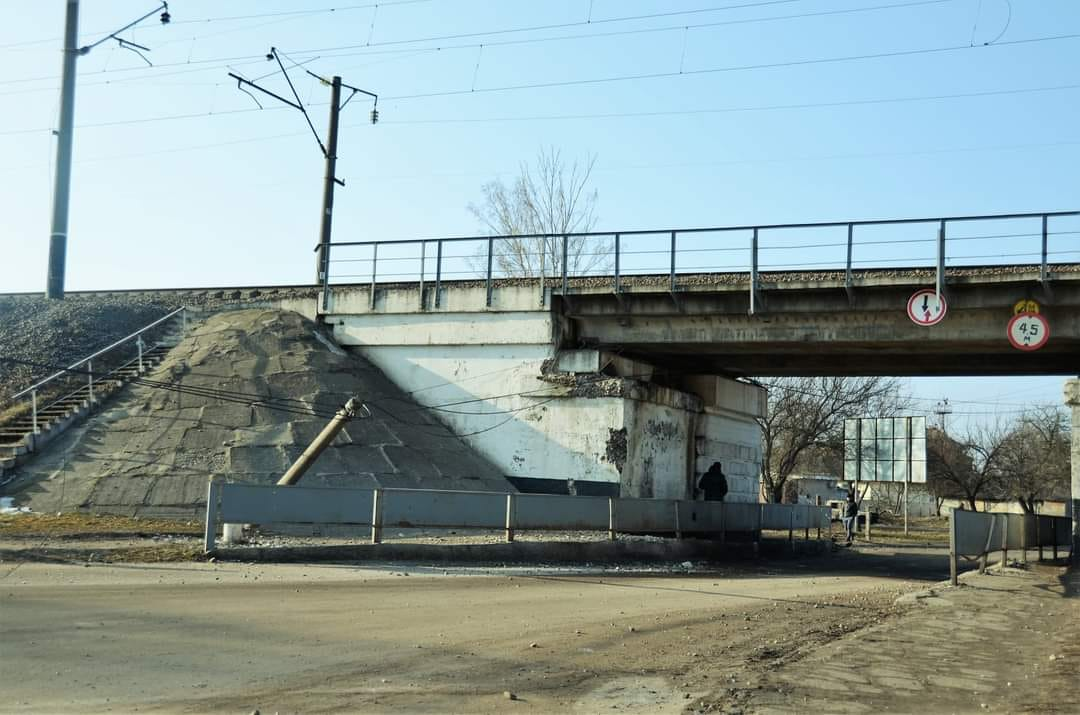
2022年2月25日
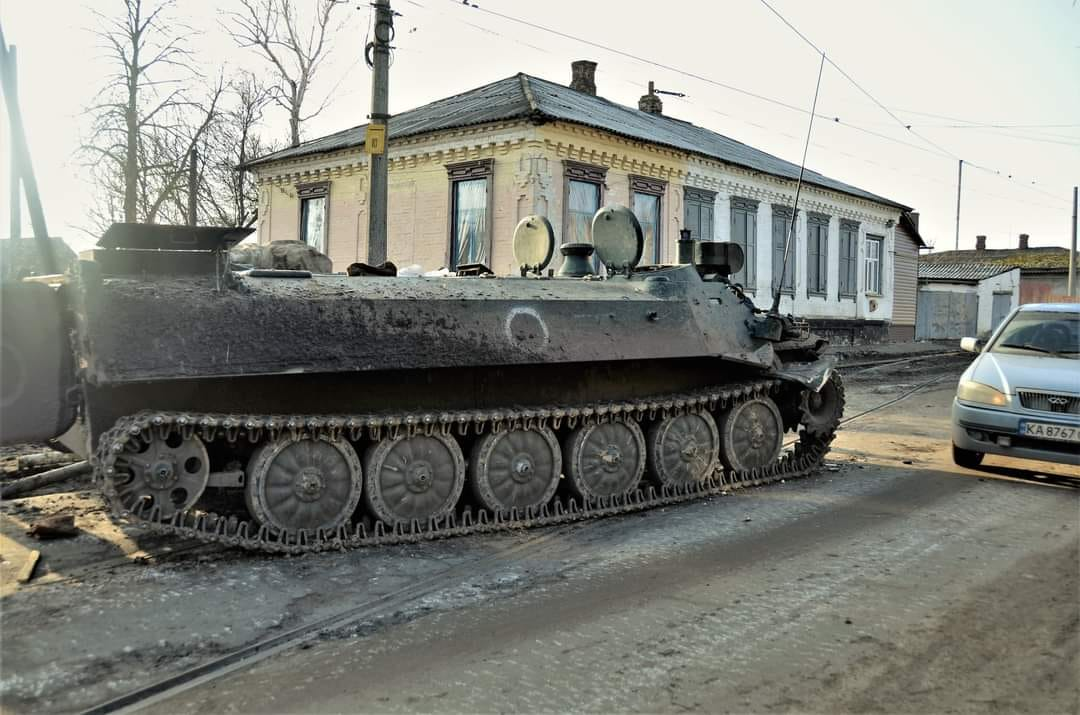
2022年2月25日
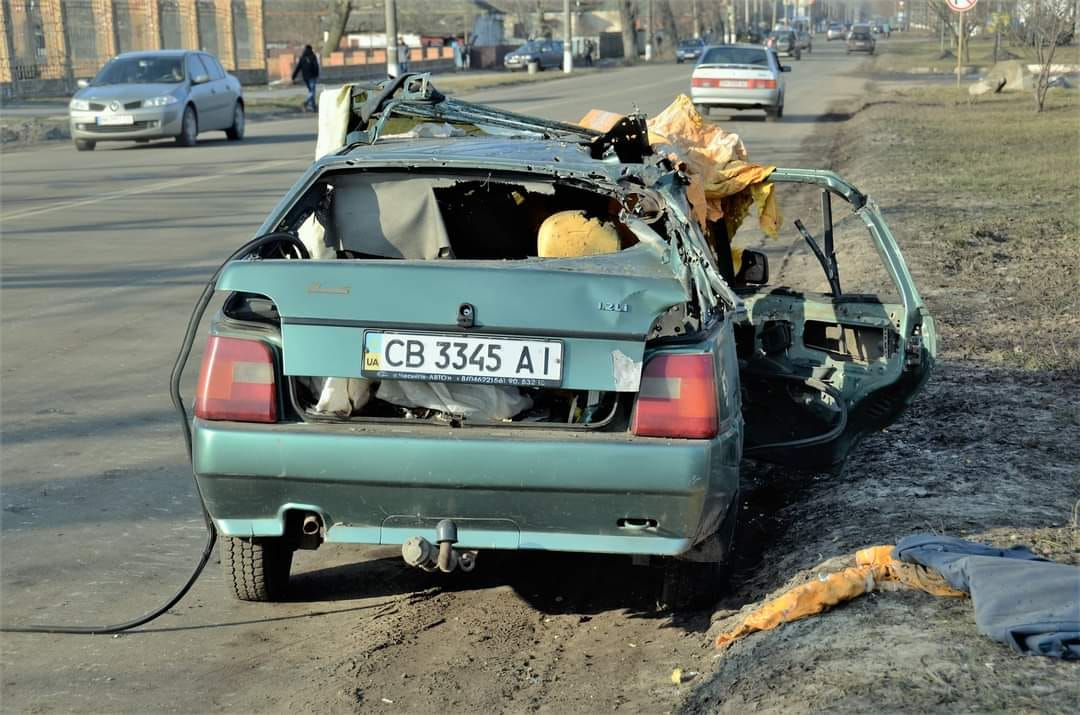
2022年2月25日
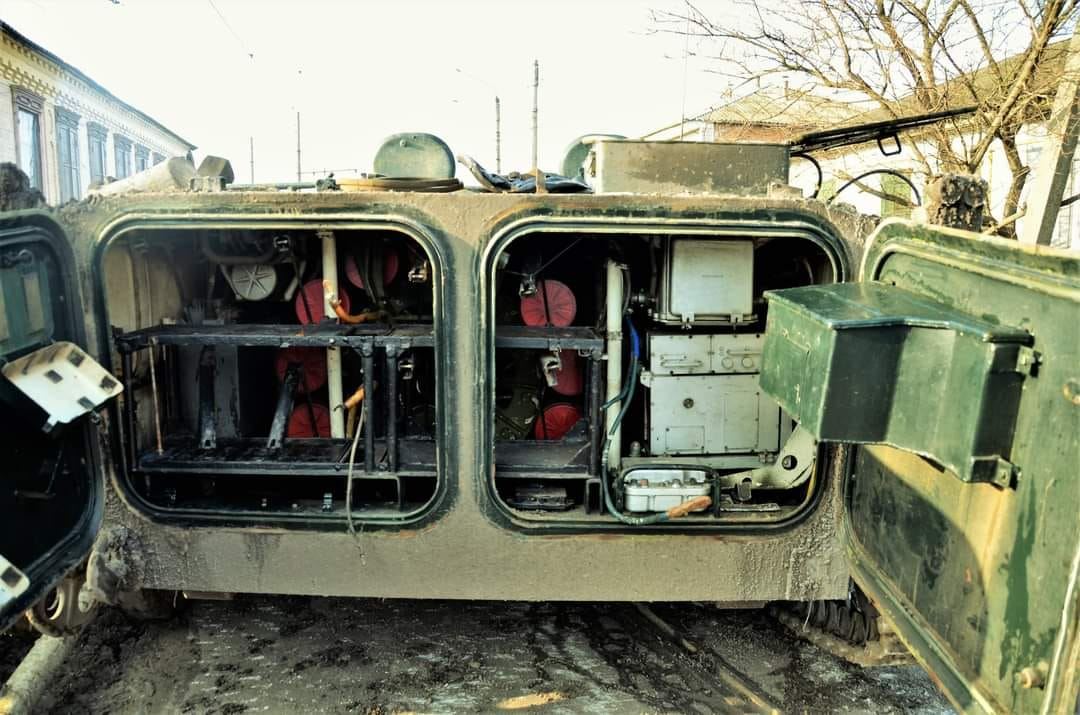
2022年2月25日
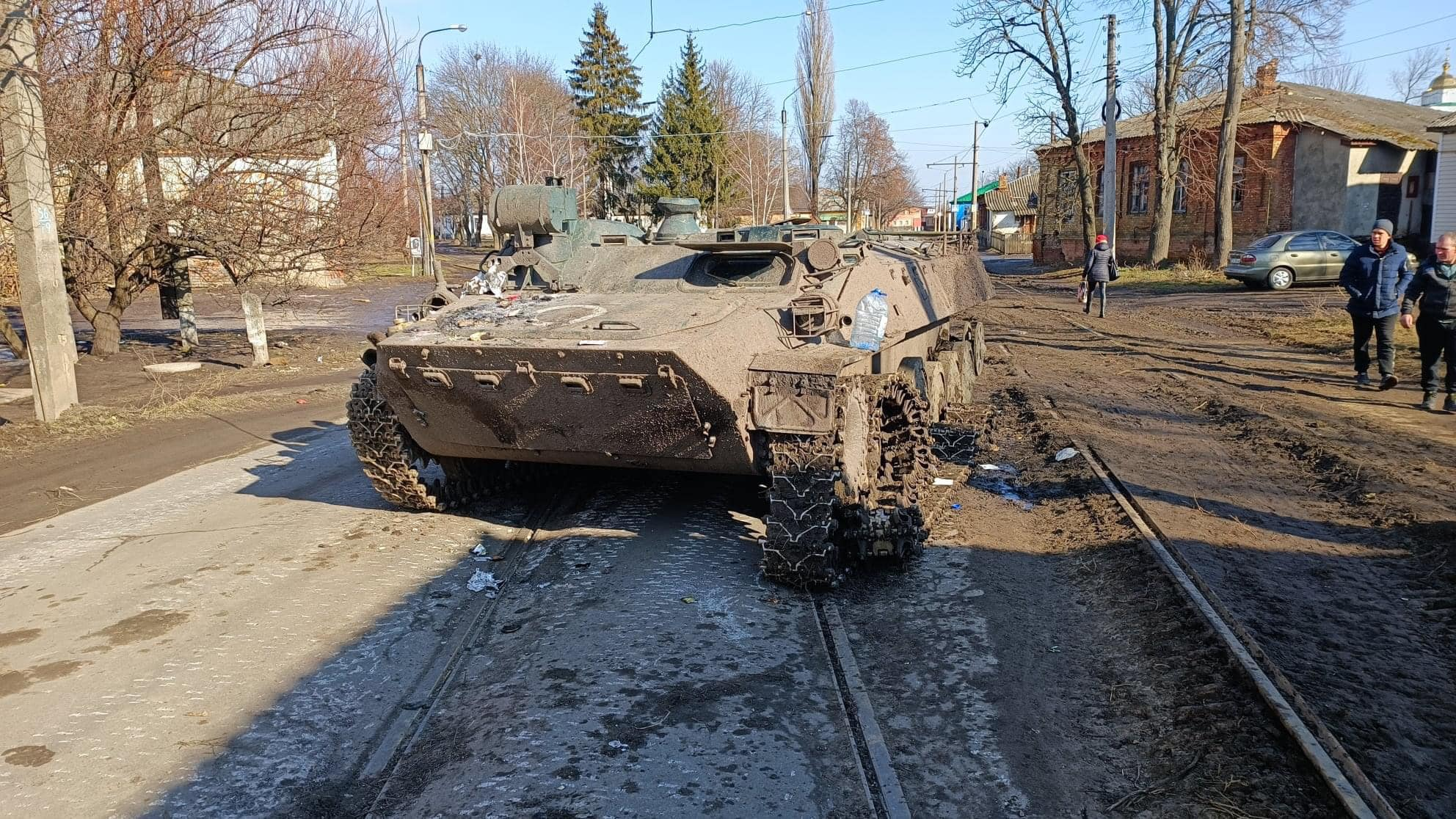
2022年2月25日
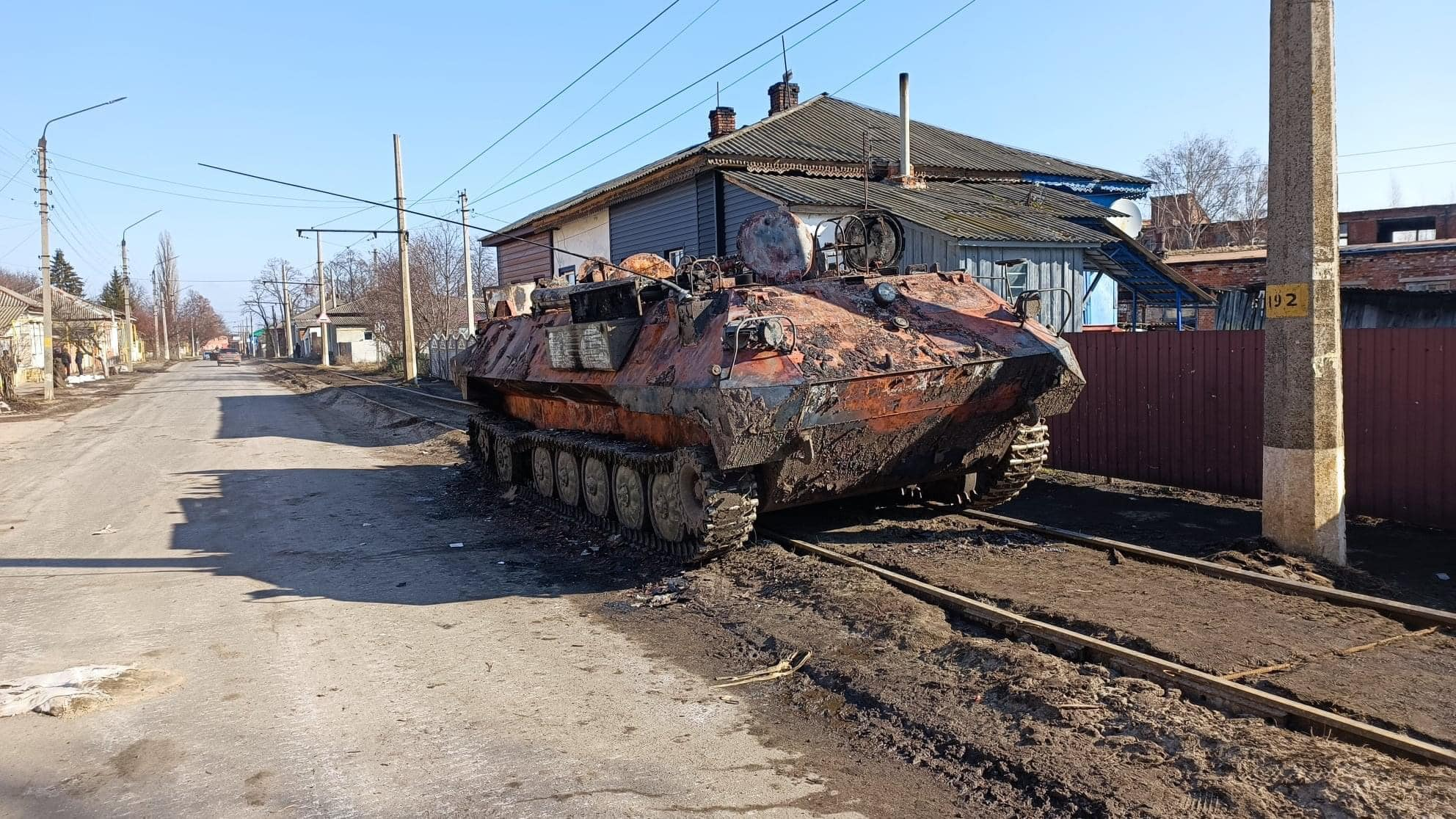
2022年2月25日